# Sutar
Sutar (en népalais : सुतार) est un comité de développement villageois du Népal situé dans le district d'Achham. Au recensement de 2011, il comptait 3 614 habitants.